# ケスメズ
ケスメズ（Kišmain、生没年不詳）は、モンゴル帝国領ウイグル王国の王（イディクート）。
ジュヴァイニーの『世界征服者史』や『集史』ではکشماین（kishmāīn）と記され、これに基づいて日本語文献ではキシュマインとも表記されるが、『世界征服者史』の英訳を行ったボイル教授はこれをkesmesと読んでいる。『元史』をはじめとする漢文史料には全く記録がなく、20世紀に入って編纂された『新元史』や『蒙兀児史記』はkishmāīnを音訳した怯石邁因と表記する。

## 生涯
バルチュク・アルト・テギンの子として生まれる。
バルチュク・アルト・テギンが世を去ると、ケスメズはオゴデイ・カアンの宮廷に赴き、イディクートの称号を与えられた。
ケスメズはドレゲネ皇后の称制時に世を去り、摂政ドレゲネにより、ケスメズの弟のサランディ・テギンがイディクートの継承者とされた。
オゴデイは先代のバルチュクに娘のアラジン・ベキを娶らせようとしていたが、バルチュクが亡くなってしまったため、ケスメズに娶らせようと考えた。しかし、ケスメズもまもなく亡くなったため、オゴデイの死後、ドレゲネ皇后がケスメズの弟のサランディに娶らせた。

## 天山ウイグル王家
- ヨスン・テムル（Üsen temür ＞月仙帖木児/yuèxiān tièmùér）
  - バルチュク・アルト・テギン（Barǰuq art tigin ＞巴而朮阿而忒的斤/bāérzhú āértè dejīn,بارجق/bārjūq）
    - キシュマイン（Kišmain ＞کیشماین/kīshmāīn）
    - サランディ・テギン（Salandi tigin ＞سالندی/sālandī）
    - オグルンチ・テギン（Ögrünč tigin ＞玉古倫赤的斤/yùgǔlúnchì dejīn,اوکنج/ūknchī）
      - マムラク・テギン（Mamuraq tigin ＞馬木剌的斤/mǎmùlà dejīn）
        - コチカル・テギン（Qočqar tigin ＞火赤哈児的斤/huǒchìhāér dejīn）
          - ネウリン・テギン（Neülin tigin ＞紐林的斤/niǔlín dejīn）
            - テムル・ブカ（Temür buqa ＞帖木児不花/tièmùér bùhuā）
              - ブダシリ（Budaširi ＞不答失里/bùdáshīlǐ）
                - コシャン（Qošang ＞和賞/héshǎng）

            - センキ・テギン（Sengki tigin ＞籛吉/jiānjí）
            - タイピヌ・テギン（Taypinu tigin ＞太平奴/tàipíngnú）
            - ？オルク・テムル（Ürük temür ＞月魯帖木児/yuèlǔ tièmùér）
              - サンガ（Sangga ＞桑哥/sānggē）

          - キプチャクタイ（Qipčaqtai ＞欽察台/qīnchátái）
          - イル・イグミシュ・ベキ（Il yïγmïš begi ＞也立亦黒迷失別吉/yělì yìhēimíshī biéjí）
          - ソソク・テギン（Sösök tigin ＞雪雪的斤/xuěxuě dejīn）
            - ドルジ・テギン（Dorǰi tigin ＞朶児的斤/duǒér dejīn）
              - バヤン・ブカ・テギン（Bayan buqa tigin ＞伯顔不花的斤/bǎiyán bùhuā dejīn）